# Slovak Open 2005
Lo Slovak Open 2005 è stato un torneo di tennis facente parte della categoria ATP Challenger Series nell'ambito dell'ATP Challenger Series 2005. Il torneo si è giocato a Bratislava in Slovacchia dal 7 al 13 novembre 2005 su campi in cemento indoor.

## Vincitori

### Singolare
Dominik Hrbatý ha battuto in finale  Daniele Bracciali con il punteggio di 7–5, 6–1.

### Doppio
Chris Haggard /  Jean-Claude Scherrer hanno battuto in finale  Dominik Hrbatý /  Michal Mertiňák con il punteggio di 6–3, 2–6, 7–6(4).